# Ermida de Nossa Senhora da Guia (Angra do Heroísmo)
A Ermida de Nossa Senhora da Guia é uma ermida portuguesa localizada na ilha Terceira à cidade de Angra do Heroísmo e fez parte da Diocese de Angra do Heroísmo.

## História
Segundo as informações disponíveis constitui-se na mais antiga ermida de Angra. Foi erguida por determinação de Afonso Gonçalves de Antona Baldaya que veio para a ilha na companhia de Álvaro Martins Homem, de quem era lugar-tenente e amigo íntimo. Fixou-se em Angra, onde construiu a sua residência, e junto a ela a referida ermida sob a invocação de Nossa Senhora da Guia.
A generosidade deste personagem, assim como as suas posses, levaram-no a ceder os seus aposentos e ermida aos Franciscanos para que aí fundassem o seu convento. De modo semelhante procedeu na Praia, para onde se transferiu com Álvaro Martins Homem, oferecendo-lhes também terreno para que construíssem outro convento.
Segundo a história Afonso Gonçalves Baldaia foi um dos navegadores portugueses, tendo com Gil Eanes realizado uma viagem marítima pelas costas ocidentais da África passando além do Cabo Bojador, e empreendido depois outra expedição no mesmo sentido desta vez com maiores vantagens.
Só depois de tudo isto, e talvez como recompensa pelos serviços prestados ao Infante D. Henrique, veio para esta ilha, de que foi um dos primeiros povoadores.
Após a divisão da Ilha Terceira em duas capitanias por Beatriz de Portugal, Duquesa de Viseu em nome do filho D. Diogo de Beja, Duque de Viseu, por ser de menor idade, Afonso Baldaia partiu para a Praia, onde veio a falecer, tendo os seus restos mortais sido transladados para Angra e sepultados no Convento de São Francisco de Angra, cujo lugar preciso hoje se desconhece.
Quanto à ermida de Nossa Senhora da Guia, não há dúvida de que foi o seu fundador, apesar de são ser possível definir a data em que foi construída.
No entanto pode imaginar-se que como Afonso Gonçalves Baldaia já se encontrava nesta ilha em 1466, tendo para ela vindo na companhia de Álvaro Martins Homem que aqui veio primeiramente por mandato de D. Beatriz, é provável que esta ermida tenha sido construída pelos anos de 1464 ou 1465. Isto portanto no terceiro quartel do século XV, como diz Pedro de Merelim.